# Dicoelia beccariana
Dicoelia beccariana Benth., 1879 è una pianta della famiglia Phyllanthaceae, endemica del Borneo.